# David P. Farrington
David Philip Farrington (* 7. März 1944 in Ormskirk, Lancashire, England; † 5. November 2024) war ein britischer Psychologe und Kriminologe. Er war Professor für Psychologische Kriminologie an der University of Cambridge. 1997 wurde er zum Mitglied (Fellow) der British Academy gewählt. 1999 amtierte er als Präsident der American Society of Criminology. 2013 wurde er mit dem Stockholm Prize in Criminology ausgezeichnet. Von 1990 bis 1993 war er der Vorsitzende der British Society of Criminology.
Farrington arbeitete im Bereich der Entwicklungskriminologie und untersuchte zusammen mit Mitarbeitern die Cambridge Study in Delinquent Development aus den 1960er Jahren nach. Im  Ergebnis zeigte sich, dass kriminelle Karrieren regelhaft keinen front-end-Verlauf haben, sondern sich im Durchschnitt auf die Zeit zwischen dem 19. und 28. Lebensjahr beschränken. Aus Interviews mit den 48-jährigen Probanden ergab sich, dass bei allen (auch den persisters) die sozialen Auffälligkeiten zurückgegangen waren und dies mit einer zunehmenden sozialen Integration korrespondiert.
In den letzten Jahren wandte sich Farrington in seinen Forschungen den Techniken der Kriminalitätskontrolle zu.

## Schriften
- Who Becomes Delinquent? (1973 – mit D. J. West).
- The Delinquent Way of Life (1977 – mit D. J. West).
- Saving Children from a Life of Crime: Early Risk Factors and Effective Interventions (2007 – mit B. C. Welsh).
- Making Public Places Safer: Surveillance and Crime Prevention (2009 – mit B. C. Welsh).